# Anna Enquist
Anna Enquist, pseudonym för Christa Widlund-Broer, född 19 juli 1945 i Amsterdam i Nederländerna, är en nederländsk författare som är verksam både som poet och prosaist. Hennes bakgrund som pianist och psykoanalytiker färgar inte minst hennes tidiga romaner Het meesterstuk (Mästarprovet, 1997) och Het geheim (Hemligheten, 1999).  

## Biografi

### Bakgrund, familj och karriär
Christa Broer föddes och växte upp i Amsterdam. Efter gymnasiestudierna kom hon att läsa psykologi vid universitetet i Leiden. Därefter arbetade hon som skolpsykolog, varefter hon studerade till analytiker vid Amsterdams psykoanalytiska institut; hon arbetade vid institutet mellan åren 1988 och 2000.
Parallellt utbildade Broer sig till konsertpianist vid Haags musikkonservatorium. Fram till 1987 var hon också verksam som musiker.
Senare gifte hon sig med den svenske cellisten Bengt Widlund. Artistnamnet "Anna Enquist" tog hon på grund av sin starka anknytning till Sverige, ett land där hon tidigare brukat tillbringa sin semester på grund av närheten till svärföräldrarna. Paret har två barn, men dottern Margret omkom 2001 i en trafikolycka. Broer talar flytande svenska men skriver på nederländska.

### Tidiga böcker
Broer/Enquist har under många år synts med olika berättelser och dikter i den litterärt inriktade sporttidskriften Hard Gras. 1988 publicerades hennes första dikter i en tidskrift, och tre år senare kom hennes första diktsamling – Soldatenliederen. Denna och efterföljande diktsamlingar blev kommersiella framgångar, och böckerna började även översättas till bland annat engelska.
Enquists dikter kretsar ofta kring tre centrala teman: musik, psykoanalys och moderskap. I stilen är dikterna ofta präglade av starka känslor, smärta och våld som kan närma sig det rent blodiga.
1994 debuterade Enquist som romanförfattare med Het meesterstuk, översatt till svenska som Mästarprovet. Det här psykologiska dramat, som hämtat inspiration från Mozarts opera Don Giovanni, utspelar sig i det samtida Nederländerna och tar upp konflikten mellan kärlek och konstnärskap. Boken blev prisbelönt och såldes i stora upplagor.
Uppföljaren Het geheim tre år senare (översatt till svenska som Hemligheten) blev än mer framgångsrik. Historien kretsar kring en kvinnlig konsertpianist som offrar allt annat för musiken, bara för att drabbas av sjukdom. Ett historisk inslag berättar om pianistens musiklärare, utrotningsläger och testamenterade noter.
1999 kom novellsamlingen De kwetsuur (på svenska som Blessyr). Här var temat barn som far illa av vuxnas tanklöshet eller ondska. Enquists psykologiska skarpsynthet präglar boken, där tillspetsad dramatik och vardagslivet små detaljer får ta plats.

### Senare år
De ijsdragers (2002, översatt till svenska som isbärarna) blev Årets bok i Nederländerna, och den kom att tryckas i 700 000 exemplar. Historien, om en ung adopterad flicka som flyr från de dominerande föräldrarna, dedicerades till den då avlidna dottern Margret.
Boken De sprong (2003; svenska: Språnget: fem monologer) innehåller monologer som alla framförts på scen. Det handlar om människor som försöker förverkliga sig själva, efter att de alla stått inför livsavgörande beslut. Första texten handlar om Alma Mahler, en kvinna som fick ge upp sitt eget komponerande som hustru till Gustav Mahler.
Bland Enquists senare bövcker kan nämnas den historiska romanen De thuiskomst (2005), Contrapunt (2008) om en kvinnlig pianist i sorg samt De verdovers (2011; svenska: Bedövarna) om mötet mellan en psykoterapeut och en ung studentska.
Ett antal av Enquists mer än 20 böcker har kommit i svensk översättning.